# Patrimoni dell'umanità dell'Armenia
I patrimoni dell'umanità dell'Armenia sono i siti dichiarati dall'UNESCO come patrimonio dell'umanità in Armenia, che è divenuta parte contraente della Convenzione sul patrimonio dell'umanità il 5 settembre 1993, come uno degli stati successori dell'Unione delle Repubbliche Socialiste Sovietiche.
Al 2020 i siti iscritti nella Lista dei patrimoni dell'umanità sono tre, mentre quattro sono le candidature per nuove iscrizioni. Il primo sito iscritto nella lista è composto dai monasteri di Haghpat e Sanahin, inseriti nel 1996, durante la ventesima sessione del comitato del patrimonio mondiale. Quattro anni dopo, nella ventiquattresima sessione, il primo sito è stato esteso e sono stati inseriti gli altri due patrimoni armeni: la cattedrale e le chiese di Echmiadzin con il sito archeologico di Zvartnots e il monastero di Geghard e l'Alta Valle dell'Azat. Tutti i siti sono considerati culturali, secondo i criteri di selezione.

## Siti del Patrimonio mondiale
| Foto | Sito                                                               | Luogo                 | Tipo                      | Anno      | Descrizione |
| ---- | ------------------------------------------------------------------ | --------------------- | ------------------------- | --------- | --- |
|      | Monasteri di Haghpat e Sanahin                                     | Haghpat, Sanahin      | Culturale (777; ii, iv)   | 1996-2000 | Questi due monasteri bizantini nella regione di Tumanyan risalenti al periodo di prosperità durante la dinastia Kiurikiana (dal X al XIII secolo) furono importanti centri di apprendimento. Sanahin era rinomata per la sua scuola di miniatori e calligrafi. I due complessi monastici rappresentano la più alta fioritura dell'architettura religiosa armena, il cui stile unico si è sviluppato da una fusione di elementi dell'architettura ecclesiastica bizantina e l'architettura vernacolare tradizionale della regione caucasica. |
|      | Cattedrale e chiese di Echmiadzin e sito archeologico di Zvartnots | Echmiadzin, Zvartnots | Culturale (1011; ii, iii) | 2000      | La cattedrale e le chiese di Echmiadzin e i resti archeologici di Zvartnots illustrano graficamente l'evoluzione e lo sviluppo del tipo di chiesa armena a cupola centrale a croce, che ha esercitato una profonda influenza sullo sviluppo architettonico e artistico della regione. |
|      | Monastero di Geghard e Alta Valle dell'Azat                        | Gaghard, Goght        | Culturale (960; ii)       | 2000      | Il monastero di Geghard contiene una serie di chiese e tombe, la maggior parte delle quali scavate nella roccia, che illustrano l'apice dell'architettura medievale armena. Il complesso di edifici medievali è inserito in un paesaggio di grande bellezza naturale, circondato da alte falesie all'ingresso della Valle dell'Azat. |

## Siti candidati
| Foto | Sito                                                                        | Luogo        | Tipo                               | Anno       | Descrizione |
| ---- | --------------------------------------------------------------------------- | ------------ | ---------------------------------- | ---------- | --- |
|      | Sito archeologico della città di Dvin                                       | Hnaberd      | Culturale (8; ii, iii, vi)         | 25/08/1995 | Il sito presenta prove d'insediamento dal secondo millennio a.C. e fu sede di una fortezza nel VI secolo a.C. Il re Chosroes II costruì un palazzo sul sito, quando servì come capitale dell'Armenia e successivamente come sede del catholicos. Servì anche come centro amministrativo regionale per l'Impero sassanide e i califfi di Baghdad. Le strutture scavate coprono l'intera storia del sito fino alla sua distruzione da parte dei Mongoli nel XIII secolo. |
|      | Basilica e sito archeologico di Ereruyk                                     | Anipemza     | Culturale (10; iii, iv, vi)        | 25/08/1995 | La basilica di Ereruyk del IV-V secolo, che è costruita su un poggio roccioso solcato da grotte, è uno dei primi monumenti cristiani in Armenia. A seguito di un terremoto nel XVII secolo, la chiesa sopravvisse sostanzialmente come un rudere circondato dai resti archeologici di edifici monastici e secolari. |
|      | Monastero di Noravank e alta valle dell'Amaghu                              | Yeghegnadzor | Misto (13; i, iii, vi, vii, ix)    | 25/08/1995 | Noravank è raggiungibile attraverso una gola rocciosa ed è situata in uno scenario spettacolare nella valle dell'Amaghu, circondata da falesie calcaree rosse e grigie. Gli edifici monastici risalgono al XIII secolo e si distinguono per l'originalità della loro forma, in particolare quelli costruiti dall'architetto Momik. La valle contiene anche importanti complessi di grotte.                                                                             |
|      | Monasteri di Tatev e Tatevi Anapat e aree adiacenti della valle del Vorotan | Tatev        | Misto (14; i, ii, iv, vi, vii, ix) | 25/08/1995 | Il monastero di Tatev è situato in alto sul lato della gola del Vorotan, la gola più grande dell'Armenia, profonda qui 850 metri. Gli edifici monastici sono protetti su due lati da dirupi e sugli altri due lati da mura difensive. Gli edifici del complesso di Tatev risalgono dal IX al XIII secolo e il monastero di Tatevi Anapat, sul fondo della valle, risale al XVII secolo. Questa zona della Valle del Vorotan è di notevole interesse geologico.         |